# Margaret Obank
Margaret Obank es una editora británica conocida por su contribución a la difusión de la Literatura árabe contemporánea a través de su traducción a la lengua inglesa.

## Biografía
Obank nació en Leeds (Reino Unido). Estudió filosofía y literatura en la Universidad de Leeds y lingüística en Birkbeck College. Trabajó como profesora y editora. Junto con su marido, el autor iraquí Samuel Shimon, Obank fundó la revista Banipal, una publicación exclusivamente dedicada a traducciones inglesas de la literatura árabe contemporánea. El primer número de Banipal se publicó en febrero de 1998.
Obank ha colaborado en las actividades más importantes de la revista y editorial Banipal: el premio Banipal a la mejor traducción literaria y la Biblioteca de Literatura Árabe Banipal-Centro Árabe-Británico.